# 94228 Лісуйкван
94228 Лісуйкван (94228 Leesuikwan) — астероїд головного поясу, відкритий 31 січня 2001 року.
Тіссеранів параметр щодо Юпітера — 3,280.